# L'Airièra
Lairièra (en francès Lairière) és un municipi de França de la regió d'Occitània, al departament de l'Aude.